# Pseudophisma
Pseudophisma é um gênero de traça pertencente à família Arctiidae.